# Румен Р. Георгиев
Вижте пояснителната страница за други личности с името Румен Георгиев.
Румен Георгиев (роден на 30 март 1969 г. в гр. Москва) е експерт с опит в областите застраховане, банково дело, инвестиции и управление на риска. Член на Управителния съвет на Българо-руската търговско-промишлена палата от 2004 г. и заместник-председател, отговарящ за финансовите въпроси.
Основател на ФК „Логос ТМ“ АД, която е съучредител и акционер в „Българска фондова борса“ АД
и „Централен депозитар“ АД. Има три деца. Владее руски и английски език.

## Образование
Румен Георгиев придобива магистърска степен по икономика, специалност „Финанси“ през 1993 г. в Университет за национално и световно стопанство в София. В периода 1994 – 1997 г. преминава следдипломни квалификации в областите: „Финансов анализ и корпоративни стратегии на развитие“ (Лондон), „Финанси и инвестиционно банкиране“ в Международната академия по мениджмънт (IAM) – Москва, „Секюритизация на вземания и управление на пасиви“ (Франкфурт) и „Търговия с фючърси и опции“, организирана от Чикагската фондова борса (CBOT).

## Кариера
- Председател на Управителния съвет и Изпълнителен директор на ЗАД Армеец в периода 2002 – 2015 г.
- Член на Управителния съвет на АКБ „Татинвестбанк“ и застрахователната компания „Итил“ със седалище в Русия в периода 2008 – 2015 г.
- Председател на Управителния съвет на авиокомпания „Хемус Ер“ (2004 – 2010)
- Член на Надзорния съвет на ЦКБ АД (2002 – 2004)

## Награди
- 2008 г. Национален приз „Човек на XXI век“ от програмата „Произведено в България“[4][5]
- 2011 – 2015 г. Ежегоден носител на награда „Застраховател на годината“, присъждана от Българската асоциация на застрахователните брокери [6]